# 植物群落
植物群落是指一塊區域內存在著某種植物物种的集合。植物群落的形成受土壤类型、地形、气候和人类因素的影响。早在1807年，亚历山大·冯·洪堡就意識到自然界的植物分佈存在著一定的規律。100年後，學者紛紛給出植物群落的準確定義。